# 萨法罗夫
萨法罗夫（羅馬化：Safarov）是一个姓氏，流行于阿塞拜疆、中亚及俄罗斯的高加索地区。该姓源自穆斯林人名萨法尔。著名人物包括：
- 格奥尔基·萨法罗夫，俄罗斯革命家，布尔什维克领导人
- 奥尔汉·萨法罗夫，阿塞拜疆柔道运动员
- 拉斐尔·萨法罗夫，苏联足球运动员、教练

|  | 本页或本分段罗列了姓氏为「萨法罗夫」的人物。 如果是一个指代特定个人的内链将您引导到本页，請考慮修正該人物的名字以將链接指向正確的條目。 |